# Viscos
 Viscos  es una población y comuna francesa, situada en la región de Mediodía-Pirineos, departamento de Altos Pirineos, en el distrito de Argelès-Gazost y cantón de Luz-Saint-Sauveur.

## Demografía
| 56 | 63 | 48 | 41 | 32 | 41 | 44 |
| Para los censos de 1962 a 1999 la población legal corresponde a la población sin duplicidades (Fuente: INSEE [Consultar]) |    |    |    |    |    |    |